# Matriu de Gram
En àlgebra lineal, la matriu de Gram d'un conjunt de vectors {\displaystyle v_{1},\dots ,v_{n}} en un espai prehilbertià, és la matriu que defineix el producte escalar, les entrades del qual venen donades per {\displaystyle G_{ij}=(v_{i}|v_{j})}. El seu nom és degut al matemàtic danès Jørgen Pedersen Gram.

## Propietats
Una matriu de Gram, G, és una matriu quadrada real que compleix les següents propietats:
- És simètrica.

{\displaystyle g_{ij}=g_{ji}}
- És una matriu semidefinida positiva, i totes les matrius semidefinides positives són la matriu de Gram d'algun conjunt de vectors. Aquest conjunt generalment no és únic: la matriu de Gram de qualsevol base ortonormal és una matriu identitat. L'analogia en dimensió infinita d'això seria el Teorema de Mercer.
- El primer element és positiu o nul.

{\displaystyle g_{11}\geq 0}
- Els seus determinants principals són positius o nuls.

1. {\displaystyle {\begin{vmatrix}g_{11}&g_{12}\\g_{21}&g_{22}\\\end{vmatrix}}\geq 0}
2. {\displaystyle {\begin{vmatrix}G\end{vmatrix}}\geq 0}

## Aplicacions
Una de les aplicacions més importants d'aquesta matriu és la comprovació de la independència lineal: un conjunt de vectors serà linealment independent si i només sí el determinant de Gram no és nul.

## Determinant de Gram
El determinant de Gram és el determinant de la matriu de Gram:
{\displaystyle G(x_{1},\dots ,x_{n})={\begin{vmatrix}(x_{1}|x_{1})&(x_{1}|x_{2})&\dots &(x_{1}|x_{n})\\(x_{2}|x_{1})&(x_{2}|x_{2})&\dots &(x_{2}|x_{n})\\\vdots &\vdots &&\vdots \\(x_{n}|x_{1})&(x_{n}|x_{2})&\dots &(x_{n}|x_{n})\end{vmatrix}}.}
Geomètricament, el determinant de Gram és el quadrat del volum d'un paral·lelepípede format pels vectors. En particular, els vectors són linealment independents si i només si el determinant de la matriu de Gram no és zero (si i només si la matriu de Gram no és singular).

## Exemples
Normalment, els vectors són elements d'un espai euclidià, o funcions d'un espai L2, tals com funcions contínues en un interval tancat {\displaystyle [a,b]}.
Donada una funció de variable real {\displaystyle \{l_{i}(\cdot ),\,i=1,\dots ,n\}} definida en un interval {\displaystyle [t_{0},t_{f}]}, la matriu de Gram {\displaystyle G=[G_{ij}]}, es defineix com el producte escalar estàndard de funcions: {\displaystyle G_{ij}=\int _{t_{0}}^{t_{f}}l_{i}(\tau )l_{j}(\tau )\,d\tau }.
Donada una matriu A, la matriu {\displaystyle A^{\mathrm {T} }A} és la matriu de Gram de les columnes de A, mentre que la matriu {\displaystyle AA^{\mathrm {T} }} és la matriu de Gram de les files de A.
Per a una forma bilineal B definida en un subespai vectorial de dimensió finita, es defineix la matriu de Gram G associada a un conjunt de vectors {\displaystyle v_{1},\dots ,v_{n}}, com {\displaystyle G_{i,j}=B(v_{i},v_{j})\,}. Aquesta matriu sería la simètrica si la forma bilineal B ho fos.